# فرانسيسكو أيالا
فرانسيسكو أيالا (بالإسبانية: Francisco José Ayala)‏ هو عالم إسباني في مجال علم الأحياء التطوري وعلم الوراثة ولد في 12 مارس 1934 في مدريد، حائز على جائزة قلادة العلوم الوطنية الأمريكية وجائزة تمبلتون.

## وصلات خارجية
- الموقع الرسمي لجائزة قلادة العلوم الوطنية الأمريكية